# Liste von Konzeptalben
Hier werden Konzeptalben nach Themen sortiert aufgelistet:

## Ereignisse aus der Geschichte
- Albedo 0.39 von Vangelis handelt von der Mondlandung 1969.
- Amused to Death von Roger Waters enthält seine Kritik am Zweiten Golfkrieg sowie an den Massenmedien und beschreibt, wie sich die TV-Gesellschaft selbst zu Tode amüsiert.
- Beneath The Waves von Kompendium bezieht sich auf eine Sage, die auf einem realen Ereignis beruht. Ein Mann wird am irischen Strand von einer Welle erfasst und ins Meer gezogen.
- Between the Wars von Al Stewart zusammen mit Laurence Juber behandelt die Zeit zwischen dem Ersten und dem Zweiten Weltkrieg.
- Between Today and Yesterday von Alan Price befasst sich mit der Weltwirtschaftskrise der 30er Jahre aus der Sicht eines Teenagers.
- Blauer Samt von Torch ist ein Konzeptalbum aus dem Genre des deutschen Raps. Es erschien sogar ein Buch zur Erläuterung: Eine Monografie von Frederik Hahn, Heidelberg 2021 (Rotary Head), ISBN 978-3-9823638-0-6
- CALIGVLA von Ex Deo befasst sich mit Ereignissen in der römischen Geschichte wie der Schlacht im Teutoburger Wald oder dem Dritten Sklavenkrieg
- Captain Lockheed & the Starfighters von Robert Calvert behandelt auf satirische Weise die Starfighter-Affäre.
- Carolus Rex von Sabaton handelt von der Geschichte Schwedens zwischen 1611 und 1719.
- Casablanca von City erzählt das Leben Berliner Kinder nach dem Krieg rund um die Thematik Kino und Film.
- Charlemagne: By the Sword and the Cross von Christopher Lee behandelt die Sachsenkriege Karls des Großen (772–804) in besonderem Bezug auf das Blutgericht von Verden (772).
- Chávez Ravine von Ry Cooder schildert die Ereignisse um die Räumung eines kleinen kalifornischen Vorortes in der Nähe von Los Angeles, das einem bekannten Baseball Stadion weichen musste.
- Coat of Arms von Sabaton behandelt einzelne Aspekte des Zweiten Weltkriegs, wie etwa den Warschauer Aufstand, den Holocaust oder den Griechisch-Italienischen Krieg.
- Curly’s Airships von Chris Judge Smith handelt vom katastrophalen Absturz des britischen Luftschiffs R101 im Jahr 1930.
- Dead Winter Dead von Savatage handelt vom Bürgerkrieg in Jugoslawien.
- Hastings 1066 von Thy Majestie dreht sich – wie der Titel bereits andeutet – um die Schlacht bei Hastings im Jahre 1066.
- Helium Vola von Helium Vola thematisiert mit weitgehend mittelalterlichen Texten und Nachrichten-Samples den Untergang des Atom-U-Boots Kursk.
- Helvetios von Eluveitie handelt vom Gallischen Krieg aus Sicht der Helvetier.
- Heroes von Sabaton behandelt Einzelpersonen oder Gruppen im Zweiten Weltkrieg die als Kriegshelden gesehen werden, wie etwa Witold Pilecki, Audie Murphy oder die Nachthexen.
- Homo Erraticus von Ian Anderson beschreibt verschiedene Epochen der britischen Geschichte, angefangen von Steinzeitmenschen in Doggerland
- K2: Tales of Triumph and Tragedy von Don Airey behandelt den Tod der Bergsteigerin Julie Tullis beim Abstieg vom K2 im Jahr 1986.
- Knights of the Cross von Grave Digger befasst sich mit dem Templerorden und den Kreuzzügen.
- Last Supper von Grave Digger befasst sich mit der Passion Christi
- Laßt euch sagen aus alten Tagen… von Odroerir befasst sich mit Ereignissen aus der Geschichte Thüringens in der Antike und im Frühmittelalter.
- Latviesu Strelnički von Skyforger setzt sich mit der Rolle lettischer Soldaten im Ersten Weltkrieg auseinander.
- M-16 von Sodom thematisiert den Vietnamkrieg.
- Mitgift – Mördergeschichten von Subway to Sally handelt von wahren Morden aus der Geschichte[1]
- NATO von der slowenischen Band Laibach ist ein reines Coveralbum, bei dem allerdings Liedtexte und -titel abgewandelt wurden, um einen Bezug zu den Jugoslawienkriegen herzustellen.
- …Of Frost And War von Hail of Bullets behandelt die Ereignisse an der Ostfront im Zweiten Weltkrieg.
- On Divine Winds von Hail of Bullets handelt vom Pazifikkrieg ab dem Angriff auf Pearl Harbor.
- One Hour by the Concrete Lake von Pain of Salvation handelt vom Karatschai-See in Sibirien, der derart radioaktiv verseucht ist, dass er mit einer Betonschicht überzogen werden musste, um die Umgebung zu schützen.
- Past, Present, Future von Al Stewart ist eine kritische Betrachtung neuerer amerikanischer und europäischer Geschichte.
- Poesie: Friedrichs Geschichte von Samsas Traum erzählt von der systematischen Ermordung von Menschen mit geistigen und körperlichen Behinderungen im Dritten Reich aus Sicht der Opfer und Täter.
- Primo Victoria und Attero Dominatus von Sabaton handeln von verschiedenen modernen Kriegen, u. a. vom Zweiten Weltkrieg, vom D-Day und vom Sechstagekrieg im Nahen Osten.
- Proletenpassion ist ein politisches Oratorium der österreichischen Politrockband Schmetterlinge aus dem Jahr 1976/77. Sie behandelt die Geschichte der Arbeiterbewegung und anderer sozialrevolutionärer Bewegungen von den Bauernkriegen im deutschsprachigen Raum bis in die Gegenwart.
- Romulus von Ex Deo handelt von der römischen Geschichte (vor allem von Ereignissen während Gaius Iulius Caesars Leben).
- Scarlet’s Walk von Tori Amos ist das Protokoll einer Reise durch die USA nach den Terroranschlägen am 11. September 2001.
- Softsword von Rick Wakeman ist ein Album über den englischen König Johann Ohneland und die von ihm unterzeichnete Magna Charta.
- Somewhere in Afrika von Manfred Mann’s Earth Band beschäftigt sich mit der Apartheid in Südafrika
- Spartacus von Triumvirat thematisiert den Gladiatoren- und Sklavenaufstand gegen Rom in den Jahren 73–71 v. Chr.
- Taskasago Army (高砂軍) von Chthonic (閃靈樂團) beschreibt Taiwan unter japanischer Herrschaft in den Jahren 1940–1945. Der Titel bezieht sich auf Indigene Völker Taiwans, die in der Kaiserlich Japanischen Armee gedient haben.
- The Divinity of Oceans von Ahab handelt von dem Walfangschiff Essex
- The Final Cut – A Requiem for the Post War Dream von Pink Floyd thematisiert und kritisiert die Politik Großbritanniens und der gesamten Welt zur Zeit des Falklandkrieges.
- The Glorious Burden von Iced Earth handelt von historischen Kriegen und Schlachten, insbesondere werden der Amerikanische Unabhängigkeitskrieg sowie die Schlacht von Gettysburg abgehandelt.
- The Great War von Sabaton behandelt verschiedene Themen des Ersten Weltkriegs wie Gasangriffe, die Schlacht um Verdun oder Schützengräben.
- The Immortal Wars von Ex Deo handelt vom Zweiten Punischen Krieg.
- The Nightfly von Donald Fagen beschäftigte sich mit Ereignissen und dem Zeitgeist der späten 50er und frühen 60er.
- The Six Wives of Henry VIII von Rick Wakeman enthält sechs Lieder, von denen jedes einer Frau Henrys VIII. gewidmet ist.
- The Varangian Way von Turisas berichtet von der Reise, die Waräger im frühen Mittelalter von der Ostsee quer durch Russland nach Konstantinopel unternehmen. Das Nachfolgealbum Stand up and Fight setzt diese Geschichte fort und handelt von der Warägergarde.
- To Our Children’s Children’s Children von The Moody Blues fliegt anlässlich der Mondlandung 1969 gedanklich durch Raum und Zeit.
- Tunes of War von Grave Digger befasst sich mit Kapiteln der schottischen Geschichte, beispielsweise William Wallace, Robert the Bruce, Maria Stuart und dem Jakobitenaufstand.
- Under the Black Cross von Pentacle befasst sich mit der Operation Chariot im Zweiten Weltkrieg.
- Under the Sign of the Iron Cross und Passiondale von God Dethroned handeln vom Ersten Weltkrieg.
- Warnaments von Torchbearer thematisiert die Seeschlachten des Ersten Weltkrieges, insbesondere die Skagerrakschlacht.
- Weißes Gold von Stern-Combo Meißen behandelt die Erfindung des Porzellans in Dresden.
- White Mansions von Paul Kennerley (musikalisch umgesetzt von Waylon Jennings, Eric Clapton und anderen) erzählt vom Sezessionskrieg.
- Yersinia pestis (benannt nach dem gleichnamigen Erreger) von Torchbearer beschreibt die Auswüchse der großen Pestepidemie im Mittelalter.

## Reale Personen
- III The Rommel Chronicles von Hail of Bullets handelt von Erwin Rommel.
- Amelia  von Laurie Anderson thematisiert den letzten Flug Amelia Earharts im Jahr 1937.
- And Thou Shalt Trust… The Seer und Awaking the Centuries von Haggard handeln von Nostradamus.
- Babbacombe Lee von Fairport Convention erzählt die Geschichte des „man they couldn’t hang“ John Babbacombe Lee.
- Beat von King Crimson ist eine musikalische Hommage an die Schriftsteller der Beatgeneration. Explizit wird Bezug genommen auf Neal Cassady, Jack Kerouac und Allen Ginsberg.
- Beethoven’s Last Night von Trans-Siberian Orchestra erzählt eine fiktive Geschichte rund um Beethovens Leben und Werk.
- Captain Fantastic and the Brown Dirt Cowboy beschreibt chronologisch und autobiographisch die anfänglichen Schwierigkeiten des Komponisten Elton John und seines Texters Bernie Taupin in den Jahren 1967 bis 1969 in London zu Beginn ihrer gemeinsamen Karriere.
- Charlemagne: By the Sword and the Cross und Charlemagne: The Omens of Death von Christopher Lee handeln vom Leben Karls des Großen und den Folgen seines Todes.
- Cruelty and the Beast von Cradle of Filth handelt von dem Leben Elisabeth Báthorys.
- Dahmer von Macabre erzählt die Lebensgeschichte des Serienmörders Jeffrey Dahmer („The Milwaukee Monster“).
- Dead Man’s Hand von den Dezperadoz handelt vom Spieler und Revolverhelden Wild Bill Hickock, dessen Ermordung während eines Pokerspiels der titelgebenden Dead Man’s Hand den Namen gab.
- Desperado von den Eagles zieht Parallelen zwischen der berüchtigten Doolin/Dalton-Bande aus dem amerikanischen Mittelwesten und der Existenz eines Rockstars.
- Durch Eis und Blut von Thrudvangar erzählt die Lebensgeschichte von Erik dem Roten.
- Eppur Si Muove von Haggard handelt von Galileo Galilei.
- Freudiana von Eric Woolfson setzt sich mit dem Leben und Werk von Sigmund Freud auseinander.
- From the Inside von Alice Cooper (in Zusammenarbeit mit Bernie Taupin) ist eine biografische Aufarbeitung seiner Zeit in einer psychiatrischen Anstalt, in die er sich wegen seiner Alkoholsucht aufnehmen ließ. Jedes Lied behandelt eine Geschichte von Personen, die er bei seinem Aufenthalt kennenlernte.
- Gaudi von The Alan Parsons Project und Gaudi’s Legacy von Pyramid handeln von Antoni Gaudí.
- Godspeed on the Devil’s Thunder von Cradle of Filth widmet sich dem Leben und Verbrechen von Gilles de Rais.
- Gothic Kabbalah von Therion beschäftigt sich mit dem Leben und dem Wirken von Johannes Bureus.
- Hermine (1988) von Udo Lindenberg ist seiner Mutter gewidmet, für die er teilweise Schlager der 20er, 30er und 40er Jahre neu aufnahm. Zwei Jahre später erschien im Gedenken an seinen Vater das Album Gustav – mit Coverversionen von Unterhaltungsklassikern der 1930er bis 1960er Jahre sowie Neukompositionen.
- Hundred Year Flood von Magellan handelt von Jack Gardner, dem älteren Bruder der Bandmitglieder Trent und Wayne Gardner, der im Vietnamkrieg ums Leben kam.
- IrremeDIABLE der französischen Metal-Band Misanthrope handelt vom Leben und Werk des französischen Schriftstellers Charles Baudelaire.
- Is the Actor Happy? (1995) von Vic Chesnutt spielt auf eine Künstlervereinigung an, der neben Chesnutt auch Kurt Wagner (Lambchop) angehörte.
- Jesus von Snubnose drückt die Auswirkungen der Begegnungen Jesu mit bestimmten Personen und deren Lebensumstände aus.
- The Legend and the Truth von den Dezperadoz erzählt die Lebensgeschichte von Wyatt Earp.
- Leaving Home von Fuchs erzählt die Familiengeschichte, väterlicherseits, von Hans-Jürgen Fuchs, in der Zeit 1920–1945.
- Leonardo The Absolute Man erzählt die Lebensgeschichte von Leonardo da Vinci.
- Music for Kings von Counter-World Experience behandelt verschiedene historische und mythische Könige, z. B. Karl den Großen, Gilgamesch oder Beowulf.
- Nostradamus von Kayak beschreibt den Lebensweg von Nostradamus.
- Nostradamus von Judas Priest handelt von Nostradamus und seinen Prophezeiungen.
- Karma von Kamelot handelt von dem Leben Elisabeth Báthorys.
- Poets and Madmen von Savatage handelt von Kevin Carter.
- Schispringerlieder und die Nachfolgealben Mehr Schispringerlieder und Schispringerlieder 3 von Christoph & Lollo handeln von Skispringern.
- Songs for Drella von Lou Reed und John Cale ist eine Hommage auf Andy Warhol.
- Songs from the Capeman von Paul Simon ist die Lebensgeschichte des Puerto-Ricaners Salvador Agrón, der als verurteilter Mörder knapp der Todesstrafe entrann.
- The Six Wives of Henry VIII von Rick Wakeman enthält sechs Lieder, von denen jedes einer Frau Henrys VIII. gewidmet ist.
- The Twenty Seven Club von Magenta erzählt von Musikern, die alle mit 27 Jahren verstorben sind.
- Total Brutal und Double Brutal von Austrian Death Machine widmen sich dem schauspielerischen Wirken von Arnold Schwarzenegger.
- Totentag von Klaus Schulze handelt von den letzten Stunden im Leben des österreichischen Lyrikers Georg Trakl.
- Wish You Were Here von Pink Floyd behandelt den durch Drogen bedingten psychischen Verfall Syd Barretts und den Druck der Plattenfirmen.
- X von Klaus Schulze widmet jedes Stück der Biografie einer auf Schulze einflussreichen Person, im Einzelnen sind dies Friedrich Nietzsche, Georg Trakl, Frank Herbert, Wilhelm Friedemann Bach, Ludwig II. von Bayern und Heinrich von Kleist.

## Existierende Vorlagen
- 1. Outside - The Nathan Adler Diaries: A Hyper Cycle von David Bowie basiert auf den fiktiven Tagebüchern des Detektivs Nathan Adler, der einen Mord aufzuklären versucht.
- 1984 von Rick Wakeman vertont den gleichnamigen Roman von George Orwell.
- 666 von Aphrodite’s Child ist eine musikalische Interpretation der Offenbarung des Johannes.
- A Profound Path von Blank Manuskript vertont eine Reise von der Unterwelt in den Himmel basierend auf der Divinia Comedia von Dante Alighieri.
- A-Lex von Sepultura erzählt die Geschichte des Romans bzw. Films A Clockwork Orange.
- Altro ed altrove – Parole d’amore dei popoli lontani von Angelo Branduardi besteht aus übersetzten, modernisierten Liebesliedern anderer Kulturen.
- Animals von Pink Floyd nach der Vorlage Animal Farm von George Orwell unterteilt die Gesellschaft in drei Gruppen, repräsentiert durch Hunde, Schweine und Schafe.
- Arcane Rain Fell von Draconian erzählt die Geschichte von Luzifers Aufbegehren aus dessen Sicht.
- The Art of War von Sabaton handelt von dem gleichnamigen Buch von Sunzi.
- Beyond Man and Time (2012) von RPWL orientiert sich an Also sprach Zarathustra von Friedrich Nietzsche.
- Black Moments (2002) von Klaus König besteht aus Gedichten von Edgar Allan Poe.
- Book of Secrets von Balance of Power basiert auf dem umstrittenen Buch Der Bibelcode von Michael Drosnin.
- The Call of the Wretched Sea von Ahab vertont den Roman Moby-Dick.
- The Chronicles of the Black Sword von Hawkwind vertont Michael Moorcocks Elric von Melniboné-Zyklus.
- Christ 0 (2006) von Vanden Plas basiert auf dem Roman Der Graf von Monte Christo von Alexandre Dumas.
- Contaminazione von Il Rovescio della Medaglia basiert auf dem Wohltemperierten Klavier von Johann Sebastian Bach.
- Ein kleines bißchen Horrorschau von Die Toten Hosen erzählt den Roman A Clockwork Orange.
- Damnation and a Day von Cradle of Filth erzählt das Alte Testament aus der Sicht des Teufels.
- The Dark Saga von Iced Earth handelt vom Superhelden Spawn.
- Death Came Through a Phantom Ship von Carach Angren handelt von der Sage des fliegenden Holländers.
- The Deathship Has a New Captain von The Vision Bleak behandelt mehrere Horrorfilme und -bücher, unter anderem Berge des Wahnsinns von H. P. Lovecraft und The Fog von John Carpenter.
- Diamond Dogs von David Bowie erzählt von einer Apokalypse, basierend auf den Werken von William S. Burroughs.[2]
- Dust and Dreams von Camel basiert auf John Steinbecks Roman Früchte des Zorns
- eMOTIVe von A Perfect Circle enthält Coverversionen berühmter Friedens- und Protestlieder sowie zwei eigene Lieder.
- Epica und The Black Halo von Kamelot vertonen den Faust.
- Excalibur von Grave Digger erzählt die Geschichte von König Artus und der Tafelrunde.
- Faust von Randy Newman ist eine Modernisierung von Goethes Faust, u. a. mit Linda Ronstadt, Don Henley, James Taylor und Bonnie Raitt.
- The First War of the World von Black Messiah handelt von dem Krieg zwischen den Asen und den Wanen in der Nordischen Mythologie.
- Für The Forest Seasons von Wintersun waren Die vier Jahreszeiten von Antonio Vivaldi thematische Inspirationsquelle.
- From the Discworld von Dave Greenslade bietet Lieder, die auf verschiedenen Scheibenwelt-Romanen von Terry Pratchett basieren,
- Generation 13 von Saga charakterisiert mit Bezug auf das Buch “13th Generation” von William Strauss und Neil Howe die 13. Generation seit der Unabhängigkeitserklärung der USA.
- Genesis Suite (1945) ist eine Gemeinschaftskomposition zu den Urgeschichten der Bibel.
- The Giant von Ahab vertont Edgar Allan Poes The Narrative of Arthur Gordon Pym of Nantucket.
- Gods of War von Manowar befasst sich mit Odin und der Nordischen Mythologie.
- Gormenghast von Irmin Schmidt bezieht sich auf die Gormenghast-Romane von Mervyn Peake.
- Götterlieder und Götterlieder II von Odroerir vertonen Teile der Liederedda.
- The Grave Digger von Grave Digger basiert auf Kurzgeschichten von E. A. Poe
- Die Hamletmaschine von Einstürzende Neubauten ist eine musikalische Umsetzung von Heiner Müllers gleichnamigem Stück.
- Horror Show von Iced Earth handelt von Horrorfilmen.
- Hyperion von Manticora vertont den Roman Hyperion von Dan Simmons.
- I, Robot von The Alan Parsons Project basiert auf dem gleichnamigen Roman Isaac Asimovs, ist jedoch keine Nacherzählung.
- In Search of Truth von Evergrey handelt von der Entführung durch Außerirdische und basiert dabei im Wesentlichen auf dem Buch Communion (dt. Titel: Die Besucher) von Whitley Strieber.
- Jeff Wayne’s Musical Version of the War of the Worlds von Jeff Wayne erzählt die Geschichte von Krieg der Welten.
- Journey to the Centre of the Earth von Rick Wakeman basiert auf dem Roman Reise zum Mittelpunkt der Erde von Jules Verne
- The Juliet Letters von Elvis Costello enthält Vertonungen von Motiven aus Shakespeares Romeo und Julia.
- Kadath Decoded von Payne’s Gray basiert auf dem Roman Die Traumsuche nach dem unbekannten Kadath von H. P. Lovecraft.
- Music Inspired by Lord of the Rings von Bo Hansson vertont erstmals Der Herr der Ringe von J. R. R. Tolkien.
- La Masquerade Infernale von Arcturus widmet sich dem Fauststoff.
- La tragédie d’Oreste et Électre von Cranes enthält gesprochene Texte aus Jean-Paul Sartres Les Mouches (Die Fliegen).
- Legend I, Legend II, Legend III:I und Legend III:II von Saviour Machine vertonen apokalyptische Passagen der Bibel, insbesondere die Offenbarung des Johannes.
- Lemuria und Sirius B (ursprünglich als Doppelalbum veröffentlicht) von Therion widmen sich auf jedem Lied verschiedenen Mythen, Legenden und Personen aus dem religiösen beziehungsweise esoterischen Bereich (unter anderem Lemuria, Prometheus, Dagān) und historischen Personen (Rasputin, Swedenborg, Gurdjieff).
- Leviathan von Mastodon hat Herman Melvilles Roman Moby-Dick zur Vorlage.
- Mabool: The Story of the Three Sons of Seven von Orphaned Land erzählt die Geschichte von „drei Söhnen der Sieben“, jeder für eine der drei monotheistischen Weltreligionen stehend, welche die sündigende Menschheit vor der kommenden Flut warnen wollen. Ihre Warnungen werden in den Wind geschlagen, und so wird das Land von einer Flutwelle überschwemmt.
- The Mission von Royal Hunt thematisiert Ray Bradburys Roman Die Mars-Chroniken.
- Music for a Still Undone Movie Maybe Called „Suttree“ von Buddy & the Huddle ist ein „Hörfilm“ basierend auf dem Buch Suttree (deutsch: Verlorene) von Cormac McCarthy.
- The Music of Erich Zann von Mekong Delta vertont die gleichnamige Geschichte von H. P. Lovecraft.
- Myths and Legends of King Arthur and the Knights of the Round Table von Rick Wakeman widmet sich dem Thema der Artussage.
- Nightfall in Middle-Earth von Blind Guardian erzählt Das Silmarillion von J. R. R. Tolkien.
- Ocean von Eloy thematisiert den Untergang von Atlantis.
- Paradise Lost von Symphony X basiert auf dem gleichnamigen Werk von John Milton.
- Pictures at an Exhibition von Emerson, Lake and Palmer ist eine Rock-Version von Modest Mussorgskis Bilder einer Ausstellung.
- Pictures at an Exhibition von Mekong Delta ist eine Metal-Version von Modest Mussorgskis Bilder einer Ausstellung.
- Piktors Verwandlungen von Anyone’s Daughter basiert auf dem gleichnamigen Märchen von Hermann Hesse
- Realm of Chaos von Bolt Thrower basiert auf den Games-Workshop-Rollenspielen Warhammer Fantasy und Warhammer 40.000.
- Rheingold von Grave Digger basiert auf Richard Wagners Oper Der Ring des Nibelungen.
- The Snow Goose von Camel hat die gleichnamige Kindergeschichte von Paul Gallico als Vorlage.
- The Songs of Distant Earth von Mike Oldfield vertont den gleichnamigen Roman Das Lied der fernen Erde von Arthur C. Clarke.
- Soundchaser von Rage basiert auf dem Cthulhu-Mythos von H. P. Lovecraft.
- Space Metal und Victims of the Modern Age von Star One sind Sammlungen von Liedern, die verschiedene bekannte Science-Fiction-Filme thematisieren. Space Metal nimmt dabei Bezug auf Filme, die überwiegend im Weltall angesiedelt sind, wohingegen Victims of the Modern Age größtenteils Dystopien auf der Erde zum Vorbild hat.
- Strange Little Girls von Tori Amos enthält Coverversionen von Männern geschriebenen Liedern über Frauen, interpretiert von einer Frau.
- Stream from the Heavens von Thergothon rekurriert vollständig auf den Cthulhu-Mythos.
- Tales from Topographic Oceans von Yes ist inspiriert von den vier Shastras, der heiligen Schriften Indiens.
- Tales of Mystery and Imagination of Edgar Allan Poe von The Alan Parsons Project enthält Vertonungen von Kurzgeschichten des amerikanischen Schriftstellers.
- Tech-Noir von Brian Ellis ist den Terminator-Filmen gewidmet.
- Thane to the Throne von Jag Panzer und Shakespeare’s Macbeth – A Tragedy in Steel von Rebellion handeln von Shakespeares Macbeth.
- Themes from William Blake’s The Marriage of Heaven and Hell von Ulver ist ein experimentelles Album, in welchem The Marriage of Heaven and Hell von William Blake in voller Länge und Wort für Wort vertont wird.
- Tick Tock von Gazpacho vertont den Reisebericht Wind, Sand und Sterne von Antoine de Saint-Exupéry.
- Tour de France Soundtracks von Kraftwerk zum 100. Geburtstag der Tour de France.
- Traveller von The Lord Weird Slough Feg basiert auf dem Science-Fiction-Rollenspiel Traveller.
- Veronica Decides to Die von Saturnus beschäftigt sich mit dem gleichnamigen Roman von Paulo Coelho.
- Voyage 34 von Porcupine Tree thematisiert das Werk L.S.D. von Dr. Timothy Leary.
- Warrior on the Edge of Time von Hawkwind basiert auf Michael Moorcocks Roman Der ewige Held (The Eternal Champion).

## Fiktive Personen oder Handlungen
- 2112 von Rush handelt von einer zukünftigen Welt, in der Musik verboten ist.
- 2050 von Blokkmonsta & Schwartz ist eine apokalyptische Zukunftsvision über das Jahr 2050.
- 8 Deadly Sins von Manticora handelt von einem Mann auf dem Sterbebett, der rückblickend sein Leben als von acht Sünden geprägt sieht, obgleich er es stets vermied, die christlichen Todsünden zu begehen.
- a.Ura und das Schnecken.Haus von Samsas Traum erzählt eine „Alice im Wunderland-eske“ Fantasygeschichte (können auch als 23 Einzelgeschichten interpretiert werden), die als komplexe Metapher für eine semi-autobiographische Liebesgeschichte des Frontsängers dient.
- Abigail 1&2 von King Diamond handeln von der mehrmaligen Geburt einer Inkarnation des Bösen in Form eines Mädchens.
- Abydos von Andy Kuntz, dem Sänger der Band Vanden Plas, erzählt die Geschichte eines Jungen, der seinen Vater verlor. Er und seine beiden Freunde tauchen ein in die Zwischenwelt der ägyptischen Mythologie.
- Abyss der Hardcore-Punk-Band Shipwreck A.D. erzählt die Geschichte von den Crewmitgliedern und von verschiedenen Gegenständen des fiktiven untergegangenen Schiffes Abyss.
- Aladdin Sane von David Bowie erzählt die Geschichte von Bowies Angst, verrückt zu werden.[3]
- Alice Cooper Goes to Hell (1976) von Alice Cooper erzählt die Story des Steven aus Coopers vorherigem Album Welcome to my Nightmare (1975) weiter. Der Protagonist Steven, ein kleiner Junge, durchlebt auf den beiden Alben Alpträume, aus denen er nicht mehr erwachen kann. Das Konzeptalbum Welcome 2my Nightmare, welches 2011 erschien, setzt Stevens Alpträume auf eine moderne Art fort.
- Along Came a Spider von Alice Cooper handelt von einem Serienmörder namens „Spider“.
- An Eye for an Eye von den Dezperadoz erzählt eine im Wilden Westen angesiedelte Geschichte eines Mannes namens Hank, der für den Mord an seiner Freundin Blutrache übt und dafür zum Tode verurteilt wird.
- Antichrist Superstar von Marilyn Manson.
- Apex und Abyss von Unleash the Archers handelt von einem Unsterblichen, welchem dem, der ihn erweckt, gehorchen muss, in einem SciFi-Fantasy setting.
- Arthur (Or The Decline and Fall of the British Empire) von The Kinks erzählt die Geschichte eines englischen Klein- und Spießbürgers, der die Sinnlosigkeit seines Lebens erkennt, an Winston Churchill zweifelt und von der Flucht nach Australien träumt.
- Days of Rising Doom von Sascha Peath, Robert Hunecke-Rizzo, Amanda Somerville und Miro ist eine „Metal-Oper“, die in einer Fantasywelt spielt.
- Avantasia von Tobias Sammet erzählt von einem jungen Mönch in der Zeit der Hexenverfolgung, der in eine phantastische Welt reist, um seine Stiefschwester zu retten.
- Babysteps von Henning Pauly erzählt die Geschichte eines ehemaligen Spitzensportlers, der durch einen Unfall auf einen Rollstuhl angewiesen ist.
- Berlin von Lou Reed hat als Protagonisten ein verliebtes, drogensüchtiges Pärchen.
- The Black Parade von My Chemical Romance handelt von einem an Krebs Erkrankten, der über sein innerhalb weniger Wochen endendes Leben nachdenkt.
- Black Hand Inn von Running Wild berichtet von einem ehemaligen Seeräuber, der hellseherisch begabt ist und für das Gute in der Geschichte der Menschheit kämpft.
- Blood on Ice von Bathory handelt von einem Waisen, der eines Tages von einem einäugigen Fremden erfährt, das er von den Asen auserwählt wurde, eine Schlacht für sie zu schlagen und wird von ihm trainiert und mit magischen Gegenständen (Tyrfing u. a.), Fähigkeiten (Mantik u. a.) und Begleitern (Sleipnir, Hugin und Munin u. a.) ausgerüstet.
- Blueprint von Ferry Corsten erzählt vom jungen Erfinder Lukas, der ein außerirdisches Signal entschlüsselt und als Anleitung für den Bau des weiblichen Androiden Vee nutzt. Vee hat ein Bewusstsein und stammt von einer Welt, in der Frieden herrscht und Musik die universelle Sprache ist. Lukas verliebt sich in Vee. Es stellt sich die Frage, wer die Schöpfer und wer die Erschaffenen sind.
- Brave von Marillion erzählt in einer Rückblende die Geschichte einer jungen Frau, die sich von einer Brücke stürzt.
- Carpathia – A Dramatic Poem von The Vision Bleak erzählt von einem Geschäftsmann, der in die Karpaten reist, um dort sein Erbe anzutreten. Die Erzählung ist stark an die Literatur von H. P. Lovecraft angelehnt.
- Conspiracy von King Diamond handelt von einem Pakt mit Geistern, der in einer Tragödie endet. Es handelt sich hierbei um die Fortsetzung des Vorgängeralbums Them
- Crack the Skye von Mastodon handelt von einem querschnittsgelähmten Kind, das eine außerkörperliche Zeitreise unternimmt und nach einer Begegnung mit der Chlysten-Sekte im Russland des 17. Jahrhunderts schließlich als Seele im Körper Rasputins platziert wird.
- The Crimson Idol von W.A.S.P. erzählt die Geschichte eine von seinen Eltern ungeliebten Teenager Jonathan Steel, der das Elternhaus verlässt, um ein berühmter Rockstar zu werden. Er erreicht dieses Ziel, aber es gelingt ihm dadurch nicht, die Liebe und Akzeptanz seiner Eltern zu gewinnen, was sein eigentliches Streben ist. Die Geschichte endet mit dem Selbstmord des Protagonisten.
- Cry Baby von Melanie Martinez handelt vom Leben des fiktiven Charakters Cry Baby, die das Alter Ego der Sängerin darstellt.
- Danger Days: The True Lives of the Fabulous Killjoys von My Chemical Romance handelt vom Leben der Fabulous Killjoys, einer Gruppe von Gesetzlosen, die in einem post-apokalyptischen Kalifornien im Jahre 2019 gegen das böse Unternehmen Better Living Industries kämpfen.
- De-Loused in the Comatorium von The Mars Volta thematisiert eine von Sänger Bixler-Zavala geschriebene Geschichte, in der der Protagonist Cerpin Taxt sich Morphium spritzt, um sich das Leben zu nehmen, anschließend in ein Koma fällt, in dem er mit seinem Selbst und seiner Vergangenheit konfrontiert wird, um sich nach seinem Erwachen aus dem Koma doch das Leben zu nehmen. Die Geschichte basiert auf wahren Ereignissen.
- Die Liebe Gottes von Samsas Traum handelt von einem Krieg zwischen den Bewohnern des Himmels, dem von Gott abgefallenen Erzengel Gabriel und seinen Anhängern und Luzifer mit seinen Dämonen. Dreh- und Angelpunkt der Geschichte/des Konflikts sind das Liebespaar Lilith und Samuel und die Liebe Gottes.
- Djindustrie von Caputt handelt davon, dass ein intelligenter, jedoch böser Mensch eine Wunderlampe findet. Um mehr als drei Wünsche zu bekommen, wünscht er sich eine Wunderlampenfabrik, die Djindustrie. Letztendlich richtet er die Menschheit mit seinen Wünschen zu Grunde.
- The Downward Spiral von den Nine Inch Nails handelt von jemandem der versucht sich von der Kontrolle durch Religion und Gesellschaft zu lösen
- Dreaming Neon Black von Nevermore handelt von einem Mann, dessen Geliebte verschwindet, und gipfelt im Zusammenbruch und Selbstmord des Hauptcharakters.
- Electra Heart von Marina and the Diamonds handelt vom Liebesleben des fiktiven Charakters Electra Heart.
- Die Emerald Sword Saga auf den ersten fünf Alben von Rhapsody beschreibt den Kampf zwischen Menschen und Dämonen. Der Held muss dazu die magische Waffe finden, die den Krieg für sich entscheiden kann, die aber von den Dämonen geklaut wird. Am Ende siegen trotzdem die Menschen, mithilfe ihrer Götter.
- Ernte im Herbst von Fjoergyn beschreibt Rache der Natur am Menschen.
- Fate Is Calling (Pt I) des Heavy-Metal-Projektes Dawnrider mit vielen Gastmusikern.
- The Final Experiment von Ayreon erzählt die Geschichte eines blinden Minnesängers im Mittelalter, der in seinen Träumen Botschaften und Visionen vom Ende der Welt erhält, die ihm von Menschen aus der Zukunft gesendet werden.
- Frances the Mute von The Mars Volta basiert angeblich auf einem Tagebuch, das die Band nach dem Tod ihres für die Effekte zuständigen Mitglieds Jeremy Ward in seinem Besitz fand. Das Buch handelte von der Suche eines jungen Mannes nach seinen leiblichen Eltern. Da es zum Zeitpunkt, als Ward es auf dem Rücksitz eines Wagens fand, nicht beendet war, vervollständigte er es selbst. Die Liedtitel sind an die Namen der Personen des Buches angelehnt.
- Freak Out! von The Mothers of Invention gilt als erstes Konzeptalbum der Rockmusik. Es stellt die Underground-Szene von Los Angeles aus der Perspektive eines „Freaks“ dar.
- The Great Fall von Narnia handelt von einem Soldaten, der vor seiner Vergangenheit in der Religion Zuflucht sucht und eine Pilgerreise nach Jerusalem unternimmt, dort als Zeuge eines Selbstmordattentats aber skeptisch wird und nach der Gerechtigkeit seines Gottes fragt.
- The Great Stone War der Deathcore-Band Winds of Plague handelt vom Zusammenbruch der Zivilisation, aus dem ein apokalyptischer Religionskrieg resultiert.
- Hooverphonic presents Jackie Cane von Hooverphonic beschreibt den Aufstieg und Absturz einer Sängerin.
- Hospice von The Antlers beschreibt die schwierige Liebesbeziehung eines Hospizmitarbeiters zu einer unheilbar erkrankten Frau, die am Ende des Albums stirbt.
- Liod von Helium Vola thematisiert den Lebensweg einer Frau im Mittelalter.
- House of God von King Diamond beschreibt eine Liebes- und Horrorgeschichte in der Kirche von Rennes-le-Château.
- Give Me Your Soul…Please von King Diamond handelt einem kleinen Jungen, der fälschlicherweise in die Hölle gesperrt wurde und dessen Schwester, die als Geist eine Seele zum Tausch sucht.
- The Graveyard von King Diamond handelt von einem Verrückten, der eingesperrt wurde, um das Inzestgeheimnis des Bürgermeisters zu schützen, ausbricht und Rache nimmt.
- The Human Equation von Ayreon handelt von den innerlichen Auseinandersetzung eines Komapatienten mit seinen Gefühlen
- Thirteenth Step von A Perfect Circle empfindet den Kampf einer Person mit der Drogenabhängigkeit nach.
- Imaginaerum von Nightwish erzählt die Geschichte eines im Sterben liegenden Mannes, der innerhalb einer von ihm erträumten Fantasiewelt über sein Leben reflektiert.
- Imaginos von Blue Öyster Cult handelt von haitianischen Voodoo-Geisterwesen („Les Invisibles“).
- In Search of Space von Hawkwind erzählt die fiktive Geschichte eines Spaceship Hawkwind.
- In Sorte Diaboli von Dimmu Borgir handelt übergreifend von einem Priester im Mittelalter, der an seinem Glauben zweifelt und sich von dem christlichen Glauben abwendet und schließlich Antichrist wird.
- Interview von Gentle Giant besteht aus einem fiktiven Interview über das Musikbusiness.
- Into the Electric Castle von Ayreon handelt von einer Gruppe von Menschen aus unterschiedlichen Zeitaltern, die gemeinsam das Rätsel um das Electric Castle lösen wollen.
- Invisible Circles von After Forever erzählt die Geschichte eines jungen Paares, das ungewollt ein Kind bekommt, die Probleme der Eltern untereinander und mit dem Kind sowie soziale Inkompetenzen und Realitätsflucht des Kindes.
- Jahreszeiten von Nargaroth beschreibt den Weltschmerz, Selbsthass und Wahnsinn eines Ich-Erzählers in der jeweiligen Jahreszeit; der Erzähler macht dabei oft widersprüchliche Aussagen („Ich will nicht einsam sein und sehne mich nach Einsamkeit“). Das Album ist in fünf Lieder gegliedert (Prolog, Frühling, Sommer, Herbst und Winter.)
- Kamakiriad von Donald Fagen erzählt von den Stationen einer Reise im futuristischen Öko-Auto „Kamakiri“ entlang der amerikanischen Ostküste.
- Kilroy Was Here von Styx handelt von der Geschichte des letzten Rock-’n’-Roll-Stars, eingesperrt wegen seiner Musik in einer Welt, in der Rock ’n’ Roll verboten ist.
- L’histoire de Melody Nelson von Serge Gainsbourg berichtet von der Liebesgeschichte eines jungen Mädchens.
- The Lamb Lies Down on Broadway von Genesis erzählt die Geschichte des puerto-ricanischen Kleinkriminellen Rael, der in New York lebt und auf einer Reise durch mythische und absurde Schauplätze in seinem Unterbewusstsein versucht, seinen Bruder zu retten.
- The Last Temptation von Alice Cooper dreht sich um eine fiktive Figur namens Showman, die als Inkarnation des Bösen erscheint und Parallelen zur Person des Künstlers aufweist. Zu diesem Album existiert ein dreiteiliger Comic, gezeichnet von Neil Gaiman, der ergänzend und erklärend die Geschichte des Albums stützt und somit das Konzept abrundet.
- Leitmotif von dredg erzählt die Geschichte eines Mannes, der eine geisterhafte Erscheinung im Traum durchlebt und daraufhin die ganze Welt bereist, um inneren Frieden zu finden.
- Liberatio der deutschen Band Krypteria erzählt die Liebesgeschichte zwischen Erik und Melissa, die durch den Tod getrennt wurden, deren Liebe jedoch auch dieses Hindernis überwindet und fernen Welten Licht schenkt (Original-Sprechertext aus dem Album).
- Metropolis Pt. 2: Scenes from a Memory von Dream Theater erzählt die Geschichte von Nicholas, der im Rahmen einer Hypnosesitzung in sein früheres Leben als Victoria schlüpft. Diese steht zwischen zwei verfeindeten Brüdern und stirbt schließlich bei einer Schießerei einen jungen Tod, den es nun aufzuklären gilt.
- Midnattens Widunder von der Folk-Metal-Band Finntroll erzählt detailliert von einem Krieg zwischen dem Trollkönig Rivfader und seinem Volk und der menschlichen Christenheit aus der Sicht der Trolle.
- Music from “The Elder” von Kiss erzählt von einem Jungen, der schicksalhaft zum Ritter gegen das die Welt bedrohende Böse wird.
- Music Machine von Erik Norlander handelt von einem Superstar namens Johnny America, den die Plattenfirma per Genmanipulation hergestellt hat und dessen Lebenszeit von vorneherein stark begrenzt wurde.
- Mylo Xyloto von Coldplay handelt vom Leben des Charakters Xyloto. Die Rahmenhandlung orientiert sich vage an 1984
- Nadir’s Big Chance von Peter Hammill ist die Geschichte von Rikki Nadir, einem jungen Rockmusiker, der Punk spielt, bevor dieser seinen Durchbruch erlebt.
- The Ninth Wave von Kate Bush ist die B-Seite ihres Albums Hounds of Love und handelt von einer Frau, die nach einem Schiffsunglück eine Nacht im Wasser treibend verbringt, wo sie verschiedene Visionen und Träume erlebt.
- Not as Good as the Book von The Tangent erzählt von einem Progressive-Rock-Fan, der versehentlich mittels des Yes-Albums Relayer den Weltuntergang herbeiführt, und schildert weiter die Bemühungen von Wissenschaftlern der Zukunft, anhand einzelner verbliebener Musikalben das Alltagsleben im 20. Jahrhundert zu rekonstruieren.
- Nude von Camel erzählt die Geschichte eines Veteranen des Zweiten Weltkrieges, der – von seiner Einheit abgeschnitten – dreißig Jahre auf einer Insel im Pazifik lebt und dann nach Hause zurückkehrt, sich in der Zivilisation aber nicht mehr zurechtfindet.
- Oceanic (2002) von Isis erzählt die Geschichte eines depressiven, unglücklich verliebten Mannes, der sich ertränkt.
- OK Computer von Radiohead handelt von der Angst und der Verlorenheit in einer digitalisierten Welt.
- Operation: Mindcrime und Operation:Mindcrime II von Queensrÿche handeln von einer Revolution gegen eine totalitäre Regierung.
- Out of the Blue von Electric Light Orchestra beschreibt die Abenteuer einer Raumschiffbesatzung im All.
- Phantoma von Unleash the Archers erzählt die Geschichte einer sich selbst bewusst werdenden KI in einer dystopischen Zukunft
- Pills Against the Ageless Ills von Solefald erzählt die amüsante Geschichte von den beiden Brüdern Pornographer Cain und Philosopher Fuck, die jeweils auf ihre Art nach Erlösung suchen.
- Posthumous Silence von Sylvan handelt von einem Vater der im Tagebuch seiner verstorbenen Tochter liest.
- Power and the Passion von Eloy handelt von einer Zeitreise ins Mittelalter; die Geschichte wurde auf dem Album Dawn fortgesetzt.
- The Puppetmaster von King Diamond handelt von einem Puppenspieler, der seine Puppen aus Ermordeten herstellt und sie mit deren Blut zum Leben erweckt.
- Qntal III von Qntal beschäftigt sich mit dem Stoff von Tristan und Isolde.
- Quadrophenia von The Who erzählt die Geschichte des Mods Jimmy im London der 1960er Jahre.
- Queen of the Murder Scene von The Warning ist ein Konzeptalbum, das die Geschichte der inneren Reise einer verstörten jungen Frau von Verlangen über Besessenheit bis hin zu Mord und Wahnsinn erzählt. Die Lieder werden entweder aus der Sicht des inneren Psychopathen der jungen Dame oder ihrer guten Seite erzählt, die ein Gewissen hat – bis es kein Gewissen mehr hat.  -
- The Rainbow Children von Prince erzählt von Regenbogenkindern, die das gelobte Land suchen, geprägt von Princes spirituellen Interesse an den Zeugen Jehovas.
- Red Headed Stranger von Willie Nelson erzählt die Geschichte eines Priesters, der im Affekt seine Frau und ihren Geliebten umbringt und anschließend auf der Flucht durch das Land reist.
- The Rise and Fall of Ziggy Stardust and the Spiders from Mars von David Bowie erzählt die Geschichte von Ziggy Stardust, dem Sinnbild eines sexuell promiskuitiven, von Drogenexzessen gezeichneten Rockstars, dessen Anliegen an die Menschheit, die Verkündung der Botschaft von Liebe und Frieden, letztlich an seinem ausschweifenden Lebensstil scheitert, der ihn von den Fans entzweit und in einen persönlichen Abgrund führt.
- River Runs Red von Life of Agony handelt von den letzten Tagen eines jungen Mannes der sich am Ende im Lied „Friday“ das Leben nimmt.
- Roar of Love von 2nd Chapter of Acts erzählt die Geschichte Der König von Narnia von C. S. Lewis.
- Rockpommel’s Land von Grobschnitt erzählt von einem kleinen Jungen, der von zu Hause ausreißt und Abenteuer in einem verzauberten Land erlebt.
- Safe von Dan Bull erzählt die Geschichte eines jungen Mannes der versucht sich während eines globalen thermonuklearen Holocaust das Leben zu nehmen und in einem zweifelhaften Nirvana wiedererwacht.[4]
- Das Album Schnee von Sinnflut handelt von den Umständen einer Entführung und den Schicksalen der Protagonisten. Die Geschichte wird fragmentarisch asynchron erzählt. Die Songs handelt aus den unterschiedlichen Perspektiven der Personen und schildern deren Wahrnehmungen, Motive und Gedanken.
- The Scroll of Stone von Magica handelt von Prinzessin Alma, deren Seele von einem Dämon gestohlen wurde. Um den Fluch, der auf ihr lastet zu brechen, begibt sie sich auf die Suche nach der „Schriftrolle des Steines“.
- Der Zyklus des Schwarzen Schmetterling von ASP, bestehend aus den fünf Alben Hast du mich vermisst? :Duett, Weltunter, Aus der Tiefe und Requiembryo, handelt von einer Person mit multipler Persönlichkeit, dessen Persönlichkeiten gegeneinander um die Vorherrschaft kämpfen. Dabei stellt der Protagonist namens Asp die gute Seite und der schwarze Schmetterling die böse Seite eines Menschen dar.
- The Second Stage Turbine Blade, In Keeping Secrets of Silent Earth: 3 und Good Apollo, I’m Burning Star IV, Volume One: From Fear in the Eyes of Madness von Coheed and Cambria sind Teile der, vom Sänger Claudio Sanchez erdachten, Tetralogie The Bag Online Adventures of Coheed and Cambria, in der es um das Ehepaar Coheed und Cambria, deren Kinder und ein Virus in einem Science-Fiction-Universum geht.
- Trench von Twenty One Pilots umschreibt eine Geschichte um die Depression des Gründungsmitgliedes Tyler Joseph.
- Seventh Son of a Seventh Son von Iron Maiden hat die seherischen Fähigkeiten zum Thema, die angeblich dem siebten Sohn eines siebten Sohnes innewohnen.
- S. F. Sorrow von The Pretty Things ist eine vertonte Kurzgeschichte ihres Sängers Phil May, in der die Lebensgeschichte der Titelfigur erzählt wird.
- Das Album Srontgorrth von Nagelfar befasst sich mit dem Werdegang eines Kriegers; es findet sich in allen fünf teils überlangen Liedern ein wiederkehrendes Leitmotiv.
- Streets – A Rock Opera von Savatage handelt von einem Drogendealer in New York City, der eine Karriere als Rockstar macht, bevor er selbst drogensüchtig wird und abstürzt.
- Sgt. Pepper’s Lonely Hearts Club Band von den Beatles gilt als eines der ersten Konzeptalben der Rockgeschichte. Es erzählt vom Auftritt der fiktiven gleichnamigen Band. Das Album regte viele Gruppen an, ebenfalls Konzeptalben herauszubringen, z. B. die Rolling Stones, die Kinks und The Who. Die Beatles selbst wurden vom Album Pet Sounds von den Beach Boys zu ihrem Werk inspiriert.
- Snow von Spock’s Beard handelt von einem Albino, der in die Vergangenheit und Zukunft von Menschen sehen kann, die er berührt.
- Spliff Radio Show von Spliff erzählt mit gesellschaftskritischem Anklang die Geschichte eines Karrieresängers.
- Still Life von Opeth erzählt die Geschichte eines jungen Mannes, der wegen Ablehnung von Religion aus seinem Dorf verbannt wird. Er kehrt heimlich zurück, um seine Geliebte, Melinda, wiederzusehen und zu sich zu holen, die aber in der Zeit seiner Abwesenheit zur Nonne geworden ist. Am Ende werden die Protagonisten im Tode vereint.
- Subterranea von IQ erzählt die Geschichte eines Mannes der durch Liebe zu einer Frau in die Revolution gegen einen Überwachungsstaat gerät, aber letztendlich wegen seiner Angepasstheit und Lethargie mit beidem scheitert.
- Swingin’ with Raymond von Chumbawamba befasst sich zur einen Hälfte mit Liebe, zur anderen Hälfte mit dem Hass.
- Tales of the Coffin Born von The Grotesquery erzählt von einem Vater, der für das Leben seines totgeborenen Sohnes einen Pakt mit dunklen Göttern eingeht und für jedes Lebensjahr seines Sohnes ein Menschenleben opfern muss. Über die Jahre entwickelt sich der Sohn aber durch den Einfluss dieser dunklen Magie zu einer Monstrosität, die sich der Menschheit nicht mehr zeigen kann.
- Tarkus von Emerson, Lake and Palmer beschreibt den erfolglosen Kampf eines Fabelwesens namens Tarkus – halb Panzer, halb Gürteltier – gegen das Ungeheuer Manticore.
- The Tenth Dimension von Blaze handelt von einem fiktiven Quantenphysiker, der sich auf die Suche nach der zehnten Dimension begibt, um zu verhindern, dass alle wissenschaftlichen Erkenntnisse für todbringende Waffen missbraucht werden. Die Geschichte ist inspiriert vom Leben J. Robert Oppenheimers.
- Thick as a Brick von Jethro Tull schildert die skandalösen Umstände der Disqualifikation von Gerald (Little Milton) Bostock, dem erst achtjährigen Gewinner eines Literaturwettbewerbs der BBC, und vertont aus Solidarität sein Gedicht Thick as a Brick, dem nach zahlreichen Zuschauerprotesten eine „extrem ungesunde Einstellung gegenüber dem Leben, Gott und Vaterland“ attestiert wird. Dem jungen Autor wird eine psychiatrische Behandlung nahegelegt, die er umgehend anzutreten hat.
- Three Cheers for Sweet Revenge von My Chemical Romance handelt von einem Mann, der einen Bund mit dem Teufel schließt, um über die Grenze zwischen Leben und Tod wieder mit seiner Geliebten vereint zu werden.
- Three Friends von Gentle Giant erzählt die unterschiedlichen Lebenswege dreier Schulfreunde.
- Them von King Diamond handelt von einem Haus, das von bösen Geistern besetzt ist, die mithilfe der Großmutter der Familie das Haus für sich beanspruchen.
- Time vom Electric Light Orchestra beschreibt die Abenteuer eines Mannes aus den 1980er Jahren, der in die Zukunft versetzt wird.
- Tineoidea oder die Folgen einer Nacht – Eine Gothicoper in Blut-Moll von Samsas Traum erzählt, wie Lilith von Samuel geschwängert wird und daraufhin von den Märtyrer-Brigaden, mit Maximilian als Anführer, Eva und anderen meist biblischen Charakteren verfolgt wird, die Macht über das ungeborene Kind erlangen wollen.
- Tommy von The Who beschreibt die Geschichte des taubstummen und blinden Tommy Walker, der durch Flipperspielen und anschließender Heilung zu einer Art Messias wird.
- Tougher Than Leather von Willie Nelson handelt von der Wiedergeburt eines Cowboys in der Gegenwart.
- Ulvers Trilogie (gemeinsam als The Trilogie – Three Journeyes Through the Norwegian Netherworlde wiederveröffentlicht) handelt von den sinistren Aspekten norwegischer Folklore. Das Debütalbum Bergtatt – Et Eeventyr i 5 Capitler von Ulver erzählt die Geschichte eines Mädchens, das sich im Wald verirrt, von Trollen in die Berge gelockt und nie wieder gesehen wird. Der Nachfolger Kveldssanger ist größtenteils instrumental gehalten, das dritte Album Nattens Madrigal – Aatte Hymne Til Ulven i Manden handelt von einem Mann, der vom Teufel gesegnet und in einen Wolf verwandelt wird. Nach einem schweren Konflikt in seiner Seele gibt er sich seinem einsamen Schicksal vollständig hin.
- Truth Decay von Hypnogaja beschreibt das Szenario von einem apokalyptischen Weltuntergang, wobei das Album viel Science-Fiction beinhaltet. Zu jedem Lied des Albums erschien auf der Homepage ein Teil einer Kurzgeschichte, die das Szenario genau beschreibt. Diese kann man auf der Homepage einsehen.
- Tyranny von Shadow Gallery handelt von Gewissensbissen eines Angestellten in der Waffenindustrie, seinen Aktionen gegen seinen ehemaligen Arbeitgeber und den Schwierigkeiten, die er sich damit bereitet.
- The Universal Migrator von Ayreon (bestehend aus der getrennt veröffentlichten Teilen The Dream Sequencer und Flight of the Migrator) erzählt einerseits die Dream Sequencer-Reise eines Mars-Kolonialisten durch die (teilweise fiktive) Geschichte der Menschheit und andererseits die Entstehung des Universums und die Schaffung des Lebens durch eine Art Weltseele (Migrator). Durch einen Unfall mit dem Dream Sequencer, der den Kolonisten das Leben kostet, wird seine Seele mit der des Migrators schließlich eins.
- V – The New Mythology Suite von Symphony X handelt von Ma’at, einem ägyptischen Mädchen, das auf die Erde ausgesandt wird, um das Gleichgewicht wiederherzustellen.
- Die Rockoper Victor von Manuel Rigoni und Richard Schönherz ist die fiktive Leidensgeschichte des Jungen Victor, der in einem Zirkus aufwächst.
- Voodoo von King Diamond handelt von Voodooriten, die eine Familie von ihrem Grundstück vertreiben sollen.
- We Have The Facts, And We're Voting Yes von Death Cab for Cutie ist ein Konzeptalbum aus dem Indie-Rock. Es erzählt die Geschichte einer zum Scheitern verurteilten Affäre, die Flucht des Protagonisten, der sich bis zum Ende nicht mit seinem Verlust abfinden kann.
- Weihnachten im Elfenbeinturm von Dexter & Morlockk Dilemma handelt von einer Person, die an einem Heiligabend von einem Hochhaus springt und dabei durch die Fenster in das Leben der Bewohner blicken kann. Dabei trifft er u. a. auf Dealer, Messies und Prostituierte.
- Welcome to my Nightmare von Alice Cooper (2006): siehe Alice Cooper Goes to Hell
- Welcome 2my Nightmare von Alice Cooper (2011): siehe Alice Cooper Goes to Hell
- Wretched and Divine: The Story of the Wild Ones von Black Veil Brides stellt eine Rockoper über eine Gruppe von Rebellen dar.
- Year Zero von Nine Inch Nails bietet eine düstere Sicht auf die Welt im Jahre 2022.
- Zaubererbruder – Der Krabat-Liederzyklus von ASP vertont Otfried Preußlers Krabat. Wobei nur ungefähr die Hälfte der Geschichte dem Buch folgt und danach einen alternativen Handlungsstrang vorschlägt, bei der Krabat erfolgreich aus der Mühle flieht und nach Jahren zurückkehrt, um sie mit einem Fremden endgültig zu zerstören. Am Ende sucht ihn schließlich der Gevatter Tod heim.
- Zen Arcade von Hüsker Dü handelt von einem Jungen, der sein Elternhaus verlässt und mit einer harten und gnadenlosen Welt konfrontiert wird.
- Zerfall von Eisregen beschreibt aus der Sicht eines jungen Mannes den grausigen Verlauf der Pest in seiner Stadt im Mittelalter.
- Ziltoid the Omniscient von Devin Townsend handelt von einer Invasion der Erde durch Außerirdische, die nur abgewendet werden kann, indem dem Titel-Bösewicht die „ultimative Tasse Kaffee“ gekocht wird, welche diesem die Fähigkeit zur Zeitreise verleiht.

## Gegenstände oder Tätigkeiten
- A Grand Don’t Come for Free von The Streets erzählt vom Verlust von 1.000 Pfund Sterling und den Versuchen, das Geld wiederzufinden.
- Blues from Laurel Canyon von John Mayall berichtet von einer Reise des Musikers nach L.A. und den Menschen, die er auf seiner Reise traf.
- Catch Without Arms von Dredg stellt in jedem Lied einen anderen Gegensatz dar.
- The City von Vangelis vertont Konzepte urbanen Lebens.
- Computerwelt von Kraftwerk schildert technische, soziale und wirtschaftliche Aspekte von Computertechnik und globaler Telekommunikation.
- Days of Future Passed von The Moody Blues ist ein zusammenhängendes Werk über den Tagesablauf
- The Dark Third von Pure Reason Revolution ist ein zusammenhängendes Werk über das „dunkle Drittel im Tagesablauf“: Träume
- Down in the Cellar von Al Stewart setzt sich mit dem Thema Wein auseinander.
- Eigenuran von Chefdenker handelt von Dosenbier.
- El Cielo von Dredg handelt von luziden Träumen.
- In 50 Words for Snow von Kate Bush verbindet ein winterliches Grundthema verschiedene Geschichten rund um Schnee.
- Flossenengel von Novalis handelt von einem Wal, der zunächst eingefangen und schließlich aus seinem Aquarium wieder in die Freiheit entlassen wird.
- Free So Free von J Mascis ist angeblich ein Konzeptalbum über das Fallschirmspringen, wurde jedoch als Kommentar zu 9-11 verstanden.
- Geliebte des Regens von Nargaroth handelt vom Regen und den dazugehörigen Gefühlen.
- Heaven’s Isle von Oliver Wakeman ist der Insel Lundy gewidmet.
- Le Frisur von Die Ärzte handelt ausschließlich von Haaren.
- Le Parc von Tangerine Dream versucht die Stimmung verschiedener Parks rund um den Globus einzufangen
- Nach Hamburg von Hannes Wader thematisiert Erlebnisse und Erinnerungen in und um Hamburg.
- Oxygène von Jean-Michel Jarre behandelt den Sauerstoff.
- Paradise Theater von Styx behandelt die Geschichte des gleichnamigen Theaters in Chicago.
- Power Games von Headstone Epitaph dreht sich um Computerspiele.
- Radio-Aktivität von Kraftwerk bezieht sich zum einen auf Kernkraft, zum anderen auf Rundfunktechnik und verknüpft beide Themen über das titelgebende Wortspiel miteinander.
- The Pros and Cons of Hitch Hiking von Roger Waters erzählt von einer Tour per Anhalter
- Red Queen to Gryphon Three von Gryphon handelt von einer Schachpartie.
- Die Sixtinische Madonna von Electra widmet sich dem titelgebenden Gemälde von Raffael, das in der Gemäldegalerie Alte Meister in Dresden ausgestellt ist.
- Terria von Devin Townsend ist ein Konzeptalbum über das Land Kanada.
- Tour de France – Soundtracks von Kraftwerk interpretiert ihren alten Titel Tour de France neu und befasst sich weitergehend mit Elementen des Radsports.
- Trans Europa Express von Kraftwerk behandelt verschiedene Aspekte des Reisens.
- Weißes Gold von der Stern-Combo Meißen schildert Geschichte und Bedeutung von Porzellan.
- Die Wunderwelt der Technik von Welle: Erdball behandelt technische Errungenschaften, denen eine gewisse Geschichte und Mystik anhaftet.

## Ethik, Moral und Gesellschaft
- American Idiot von Green Day beschreibt das alltägliche Kleinstadtleben in den USA.
- Animals von Pink Floyd unterteilt Menschen in drei Kategorien und beschreibt sie metaphorisch als Tiere: Schweine, Hunde und Schafe. Das Album fußt auf George Orwells Parabel Farm der Tiere.
- Armed Forces von Elvis Costello beschäftigt sich mit der gesellschaftlichen Rolle von Militär und Gewalt.
- Be von Pain of Salvation handelt von der Beziehung zwischen Gott und den Menschen.
- Bind, Torture, Kill von Suicide Commando beschäftigt sich mit Serienmördern.
- Bitter Tears von Johnny Cash bezieht sich auf die Unterdrückung der Indianer in den USA.
- The Black Parade von My Chemical Romance handelt von einem an Krebs erkrankten Mann The Patient, der noch etwa zwei Wochen zu leben hat und an sein Leben zurückdenkt.
- Brutal Planet und DragonTown von Alice Cooper handeln von den Missständen auf der Erde.
- Century Child von Nightwish behandelt die Themen von Unschuld und Verlust derselben.
- Chaos Total von Welle: Erdball beschäftigt sich vor allem mit dem mathematischen und gesellschaftlichen Chaos in verschiedenen Facetten.
- Christmas Eve and Other Stories, The Christmas Attic und The Lost Christmas Eve von Trans-Siberian Orchestra befassen sich mit der sozialen und religiösen Bedeutung des Weihnachtsfestes.
- Clutching at Straws von Marillion stellt nach Aussage der Band die Art und Weise dar, wie sich viele Musiker in den 80er Jahren Drogen, speziell dem Alkohol, hingegeben haben.
- Criminal Record von Rick Wakeman beschäftigt sich mit Justiz, Verbrechen und Verbrechern.
- Damaged von Black Flag thematisiert den trostlosen und deprimierenden Alltag der US-amerikanischen Vorstadtjugend und ihre Flüchte in Gewalt, Alkohol und Drogen.
- The Dark Side of the Moon von Pink Floyd thematisiert die Schattenseiten des Lebens und als Folge die Geisteskrankheit eines unter den Zwängen der Gesellschaft stehenden Individuums.
- Days of Future Passed von The Moody Blues beschreibt den Ablauf eines Tages vom morgendlichen Erwachen über den betriebsamen Tag bis zur abendlichen Ruhe und zum Schlaf.
- Eve von The Alan Parsons Project thematisiert die Rolle der Frau in der Gesellschaft.
- Eye in the Sky von The Alan Parsons Project handelt vom Verlust von Individualität in der modernen Welt.
- Fear of a Blank Planet von Porcupine Tree handelt vom Verfall der Gesellschaft und wurde von Bret Easton Ellis Roman Lunar Park inspiriert.
- God Damn War und W.A.R.P.E.D. von Chris Caffery thematisieren Motivationen, Auswirkungen und Rezeptionen von Kriegen, insbesondere des Irakkrieges.
- In Search of the Lost Chord von The Moody Blues durchsucht die Zivilisationsgeschichte nach der verlorenen Harmonie und Nabelschnur.
- In Search of Truth von Evergrey handelt von einem Mann, der paranoid wird, weil er der Meinung ist, von Außerirdischen entführt worden zu sein.
- The Inner Circle von Evergrey handelt von Religion.
- Jul von XIV Dark Centuries handelt vom Julfest.
- me von Mekons behandelt den Egoismus der 1990er Jahre.
- Kodama von Alcest beschreibt den Konflikt zwischen der natürlichen und der vom Menschen geschaffenen Welt. Inspirationsquelle war unter anderem der Animefilm Prinzessin Mononoke von Hayao Miyazaki.
- Misplaced Childhood von Marillion beinhaltet eine Sammlung von Gedanken, Erinnerungen und Gefühlen, vor allem in Bezug auf die Kindheit.
- Never Mind the Ballots von Chumbawamba richtet sich gegen parlamentarische Demokratie.
- One von Neal Morse beschreibt die Beziehung zwischen der Menschheit und Gott aus christlicher Perspektive.
- The Perfect Element Part I und das weiterführende Scarsick von Pain of Salvation handeln vom Erwachsenwerden und den Schwierigkeiten, einen Platz in der Gesellschaft zu finden.
- Philister von Phillip Boa beschäftigt sich mit dem Tod.
- Phobos von Voivod handelt von verschiedenen Arten der Furcht.
- Recreation Day von Evergrey handelt von Kindesmissbrauch.
- Remedy Lane von Pain of Salvation handelt von einem Pärchen, das sich in jungen Jahren bereits kennen und lieben lernt, sich dann aber (auch aufgrund einer Fehlgeburt) auseinander lebt.
- Auf Sag Hallo zur Hölle erzählt Bernd Begemann von den Freuden und Problemen des Alltags eines jungen Erwachsenen. Er selbst sieht sie als „Großstadtlieder“ an, die eine „Expedition ins Bekannte“ darstellen.[5]
- Sings Reign Rebuilder von der experimentellen Post-Rock-Band Set Fire to Flames behandelt Themen wie Gentrifizierung und sozialem Wandel.
- Smile von Brian Wilson besteht aus drei Sätzen. Davon setzt sich der erste kritisch mit dem American Dream auseinander, während sich der zweite mit Hoffnung sowie dem Kreislauf des Lebens befasst. Der dritte Satz beschäftigt sich abschnittsweise mit je einem der vier Elemente plus einem zusätzlichen spirituellen Element (Good Vibrations).
- Stormwatch von Jethro Tull beschäftigt sich mit maritimen Themen, verarbeitet aber auch die damals aktuelle Umweltschutz-Thematik.
- The Story of Janus Stark von Evenless handelt von Schuld, Sühne und Egoismus.
- Too Old to Rock ’n’ Roll: Too Young to Die! von Jethro Tull handelt von einem alternden Rock-Musiker, der sich gegen aktuelle Trends der Gegenwart auflehnt.
- The Turn of a Friendly Card von The Alan Parsons Project beschäftigt sich mit Glücksspiel(sucht) und Wunderglaube.
- The Village Green Preservation Society von den Kinks ist eine nostalgische Hommage an das beschauliche englische Landleben.
- The Wake of Magellan von Savatage erzählt in drei teilweise realen Geschichten (Veronica Guerin, Maersk Dubai), von denen zwei verknüpft sind, von Pflichterfüllung unter Lebensgefahr als möglichem Sinn des Lebens.
- The Wall von Pink Floyd erzählt von der zunehmenden Vereinsamung eines Rockmusikers. Der erste Teil ist als Roger Waters’ autobiographische Abrechnung mit seiner Kindheit zu verstehen, im zweiten Teil karikiert er die Risiken des Star-Rummels.
- Vulture Culture von The Alan Parsons Project, beschäftigt sich kritisch mit dem Konsumismus (Konsumgesellschaft)